# Ciucurova
Ciucurova – wieś w Rumunii, w okręgu Tulcza, w gminie Ciucurova. W 2011 roku liczyła 1299 mieszkańców.